# Zdislava
Zdislava či též Zdeslava je staré slovanské křestní jméno, které znamená Zde slavná. Jedná se o zastaralou podobu častějšího jména Zdeňka.
V českém kalendáři má svátek 29. ledna.

## Zdrobněliny
Zdinka, Zdenka, Zdiška, Zdina, Zdena, Zdesa, Zdíša, Zdiska, Zdisinka

## Statistické údaje
Následující tabulka uvádí četnost jména v ČR a pořadí mezi ženskými jmény ve srovnání dvou roků, pro které jsou dostupné údaje MV ČR – lze z ní tedy vysledovat trend v užívání tohoto jména:
| Rok  | Četnost | Pořadí |
| 1999 | 900     | 229.   |
| 2002 | 897     | 230.   |
| 2018 | 848     | 436.   |

Změna procentního zastoupení tohoto jména mezi žijícími ženami v ČR (tj. procentní změna se započítáním celkového úbytku žen v ČR za sledované tři roky) je +0,5 %.

## Známé nositelky jména
- Sv. Zdislava z Lemberka
- Zdislava Bočková – česká zpěvačka
- Zdzisława Bytnarowa – polská pedagožka a účastnice odboje
- Zdzisława Donat – polská zpěvačka
- Zdzisława Janowska – polská politička
- Zdislava Pokorná – česká novinářka
- Zdzisława Sośnicka – polská písničkářka, dirigentka a skladatelka